# 蕉山革命烈士陵园
蕉山革命烈士陵园，位于中国广东省云浮市新兴县太平镇蕉山村，为新兴县的一个县级文物保护单位，类型为近现代重要史迹及代表性建筑，公布时间为1987年12月。
蕉山革命烈士陵园的历史年代为现代。